# Kościół Trójcy Świętej w Pruszczu
Kościół Trójcy Świętej w Pruszczu – rzymskokatolicki kościół parafialny należący do parafii pod tym samym wezwaniem (dekanat koronowski diecezji pelplińskiej).
Jest to świątynia wzniesiona w latach 1984-1991. W dniu 14 lutego 1993 roku została poświęcona przez biskupa Jana Bernarda Szlagę.
Projekt koncepcyjny i architektoniczno – techniczny kościoła został opracowany przez mgr inż. Jana Mądrego projektanta konstrukcyjnego budownictwa lądowego oraz mgr inż. Teresę Warsicką. Całość prac budowlanych nadzorował bardzo ofiarnie ksiądz proboszcz Konrad Wedelstaedt razem z powołanym przez niego Komitetem Budowlanym. Po poświęceniu świątyni, podczas urzędowania księdza proboszcza Wesława Wojewódzkiego, w następnych latach rozpoczęto budowę wieży, w której zamontowano trzy dzwony i uwieńczono ją krzyżem. Do nawy głównej kupiono sześć żyrandoli kutych z metalu i na drzwi wejściowe zostały założone ozdobne kraty, które umożliwiają odwiedzanie kościoła również w ciągu dnia. W czasie kadencji księdza proboszcza Bronisława Dawickiego, we wnętrzu kościoła zostały położone marmurowe płytki, natomiast pod ławkami zamontowano deski.